# Draft 258
Draft 258 er en amerikansk stumfilm fra 1917 af Christy Cabanne.

## Medvirkende
- Mabel Taliaferro som Mary Alden.
- Walter Miller som John Graham.
- Earl Brunswick som Matthew Alden.
- Eugene Borden som George Alden.
- Sue Balfour som Mrs. Alden.